# Abel Hermant

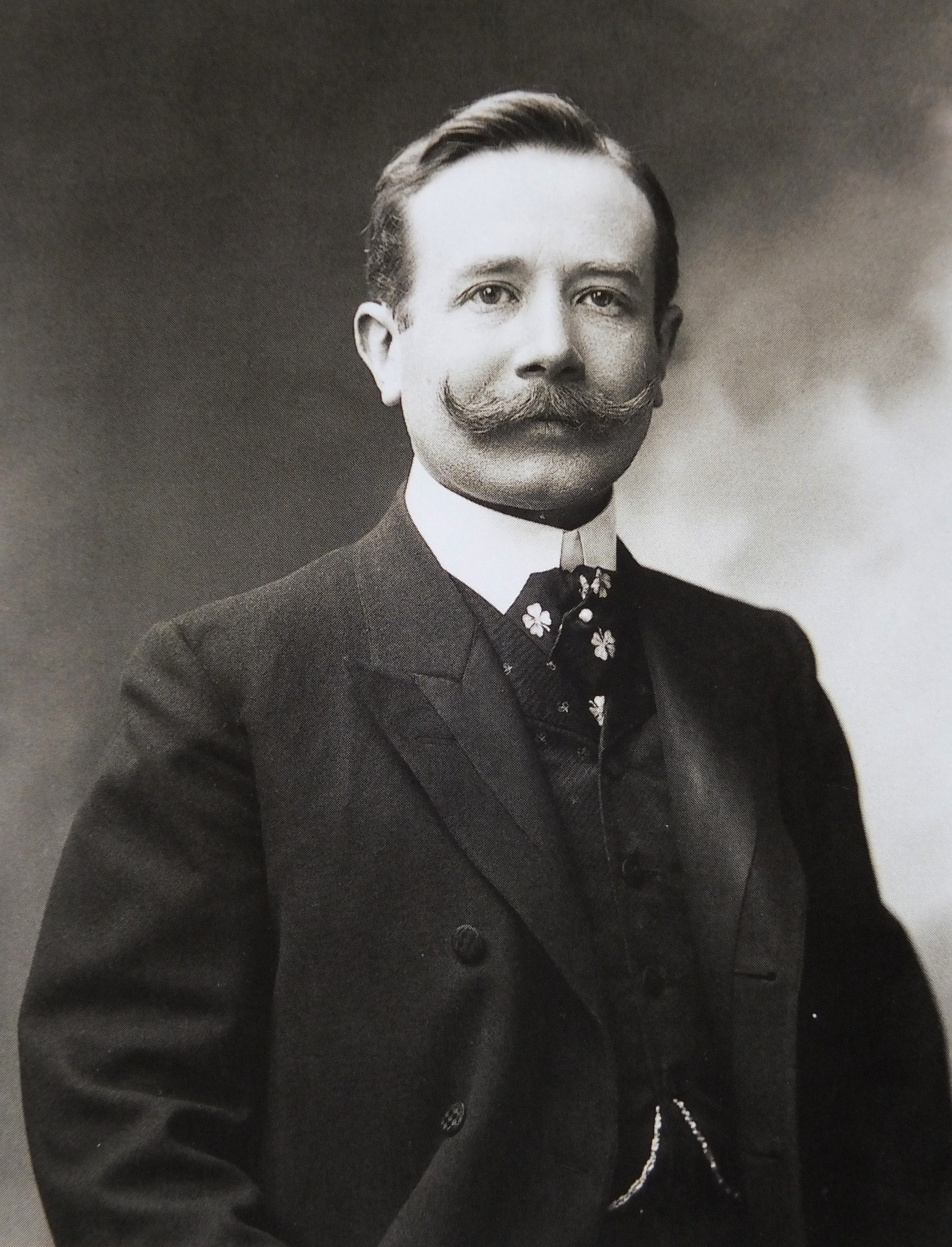
Abel Hermant (1903). Foto von Paul Nadar

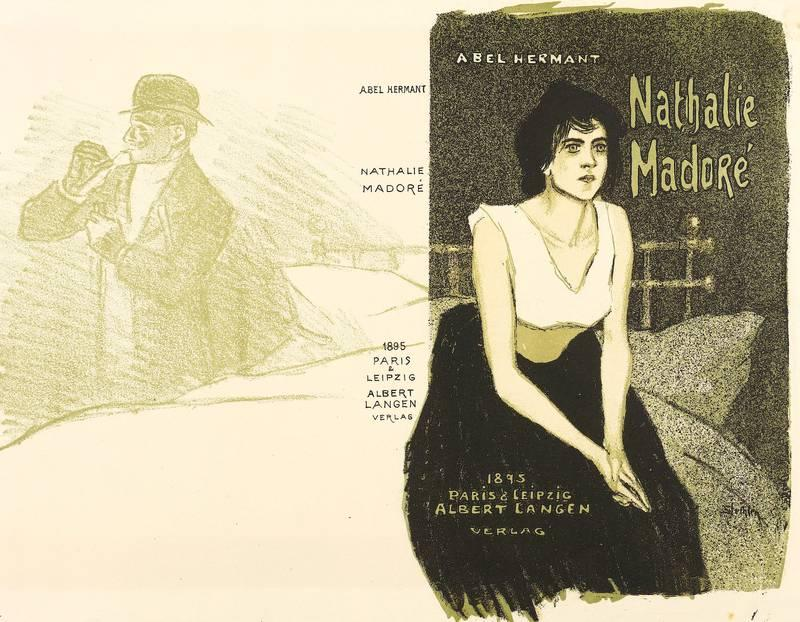
Nathalie Madoré 1895, Roman. Umschlag (Lithografie) von Steinlen

Abel Hermant (* 3. Februar 1862 in Paris; † 29. September 1950 in Chantilly) war ein französischer Schriftsteller, Journalist, Sprachpurist und Mitglied der Académie française. Er wurde 1945 als Kollaborateur zu lebenslanger Freiheitsstrafe verurteilt und aus der Académie française ausgeschlossen.

## Leben und Werk
Hermant bestand 1880 die Aufnahmeprüfung in die École normale supérieure als Jahrgangsbester, verließ aber die Universität und führte eine Existenz als Literat und Journalist. Er schrieb zahlreiche Romane und  Theaterstücke.
Hermant wurde 1927 in die Académie française gewählt, 1944 ausgeschlossen und als Kollaborateur zu lebenslanger Haft verurteilt, 1948 jedoch begnadigt. Er rechtfertigte sich in dem Buch Le Treizième cahier. Rêveries et souvenirs d’un philosophe proscrit (Paris 1949).
In der Romanistik ist Abel Hermant bekannt als Autor der von Ferdinand Brunot verrissenen Grammatik der Académie française (1932) und als Verfasser sprachpuristischer Publikationen, namentlich der Sprachchroniken, die er unter dem Pseudonym Lancelot in der Tageszeitung Le Temps (Frankreich) publizierte. Das wissenschaftliche Interesse seiner puristischen Schriften liegt wie bei André Thérive und André Moufflet  in der Fülle von Beobachtungen zur (leidenschaftlich bekämpften) Veränderung (Diachronie) der Sprache.
Ab 1940 war er als Autor für die Zeitung Les Nouveaux Temps Jean Luchaires tätig, die einen extremen prodeutschen Propagandakurs verfolgte. Nach Ende des Zweiten Weltkrieges wurde Hermant am 15. Dezember 1945 aus der Académie française ausgeschlossen und zu einer lebenslangen Freiheitsstrafe verurteilt, jedoch 1948 begnadigt.

## Werke (Sprachpflege)
- Entretiens sur la grammaire française. Paris 1923 (325 Seiten)
- Xavier ou les Entretiens sur la grammaire française. Paris 1923 (272 Seiten), 55. Auflage 1928
- Lettres à Xavier sur l’art d’écrire. Paris 1925, 1926
- Remarques de M. Lancelot pour la défense de la langue française. Paris 1929 (251 Seiten)
- Nouvelles remarques de M. Lancelot pour la défense de la langue française. Paris 1929 (285 Seiten)
- La grammaire de l’Académie française. Discours prononcé à la séance publique des cinq académies le 25 octobre 1930. Paris 1930
- Les samedis de monsieur Lancelot. Paris 1931
- Ainsi parla Monsieur Lancelot. Le bon usage du français. Paris 1932
- Grammaire de l’Académie française. Paris 1932
- Savoir parler. Paris 1935
- (Défense de la langue française) Chroniques de Lancelot, du „Temps“ (Année 1933). Paris 1935 (1937) (580 Seiten)
- (Défense de la langue française) Chroniques de Lancelot, du „Temps“ (Années 1935–1936). Paris 1938 (1939) (376 Seiten)
- (Défense de la langue française) Lancelot. 1937, Paris 1939 (237 Seiten)